# Педерсен, Софи
Софи Педерсен (дат. Sofie Junge Pedersen; род. 24 апреля 1992, Орхус) — датская футболистка, играющая на позиции полузащитника за итальянский клуб «Интернационале» в итальянской Серии A и сборную Дании. Раннее она представляла команды «ИК Сковбаккен» и «Фортуна» из Йёрринг в чемпионате Дании, в последней будучи капитаном, а также «Русенгорд», выступавший в Дамаллсвенскане.

## Клубная карьера
Юнге Педерсен играла за «ИК Сковбаккен» до 2011 года, когда она перешла в «Фортуну» из Йёрринга. «ИК Сковбаккен» заключил с Юнге Педерсен и другой молодой футболисткой Перниллой Хардер контракты в апреле 2010 года, в знак признания их исключительных потенциалов.
В июне 2015 года Юнге Педерсен подписала контракт с клубом «Русенгорд», после того как произвела впечатление на руководство чемпиона шведского Дамаллсвенскана, играя против этой команды за «Фортуну» в женской Лиге чемпионов УЕФА. Во время своих выступлений за «Русенгорд» Юнге получила серьёзную травму головы, из-за которой она не смогла играть в течение всего сезона 2016 года. В 2017 году «Русенгорд» решил не продлевать её контракт, и она перешла в «Леванте» из испанской Примеры. После завершения контракта с «Леванте» в июле 2018 года Юнге вернулась в Дамаллсвенскан, где стала игроком клуба «Виттшё». В декабре 2018 года она заключила соглашение с итальянским женским клубом «Ювентус».

## Карьера в сборной
На первом чемпионате мира по футболу среди девушек до 17 лет в 2008 году в Новой Зеландии Юнге Педерсен была частью команды Дании, которая выиграла свою группу, а затем проиграла со счетом 0:4 будущим победительницам этого турнира, сборной КНДР, в четвертьфинале.
В декабре 2011 года Юнге Педерсен дебютировала за главную сборную Дании, в её победном (4:0) матче над командой Чили в Сан-Паулу. Она была вызвана в состав национальной сборной её главным тренером Кеннетом Хайнером-Меллером для участия на женском чемпионате Европы 2013 года. В 2017 году она была включена в состав сборной Дании тренером Нильсом Нильсеном на женском чемпионате Европы 2017 года, где она заменила в финале турнира против Нидерландов травмированную Лине Йенсен.

## Личная жизнь
Помимо того, что она является футболисткой, Юнге Педерсен известна также как и интеллектуалка, которая идентифицирует себя как социалистку. Помимо своей футбольной карьеры и учёбы в университете она занимается благотворительными и развивающими программами в Африке.

## Достижения

### Клубные

#### «Фортуна»
- Чемпионка Дании: 2013/14

#### «Русенгорд»
- Чемпионка Швеции: 2015

#### «Ювентус»
- Чемпионка Италии: 2019/20, 2020/21, 2021/22
- Обладательница Кубка Италии: 2021/22
- Обладательница Суперкубка Италии: 2019, 2020/21, 2021/22